# 博爾什納
50°37′0″N 32°29′59″E / 50.61667°N 32.49972°E
博爾什納（烏克蘭語：Боршна），是烏克蘭的村落，位於該國北部切爾尼戈夫州，由普里盧基區負責管轄，始建於1600年，面積2.31平方公里，海拔高度112米，2001年人口638，人口密度每平方公里276.07人。